# رودولف يانش

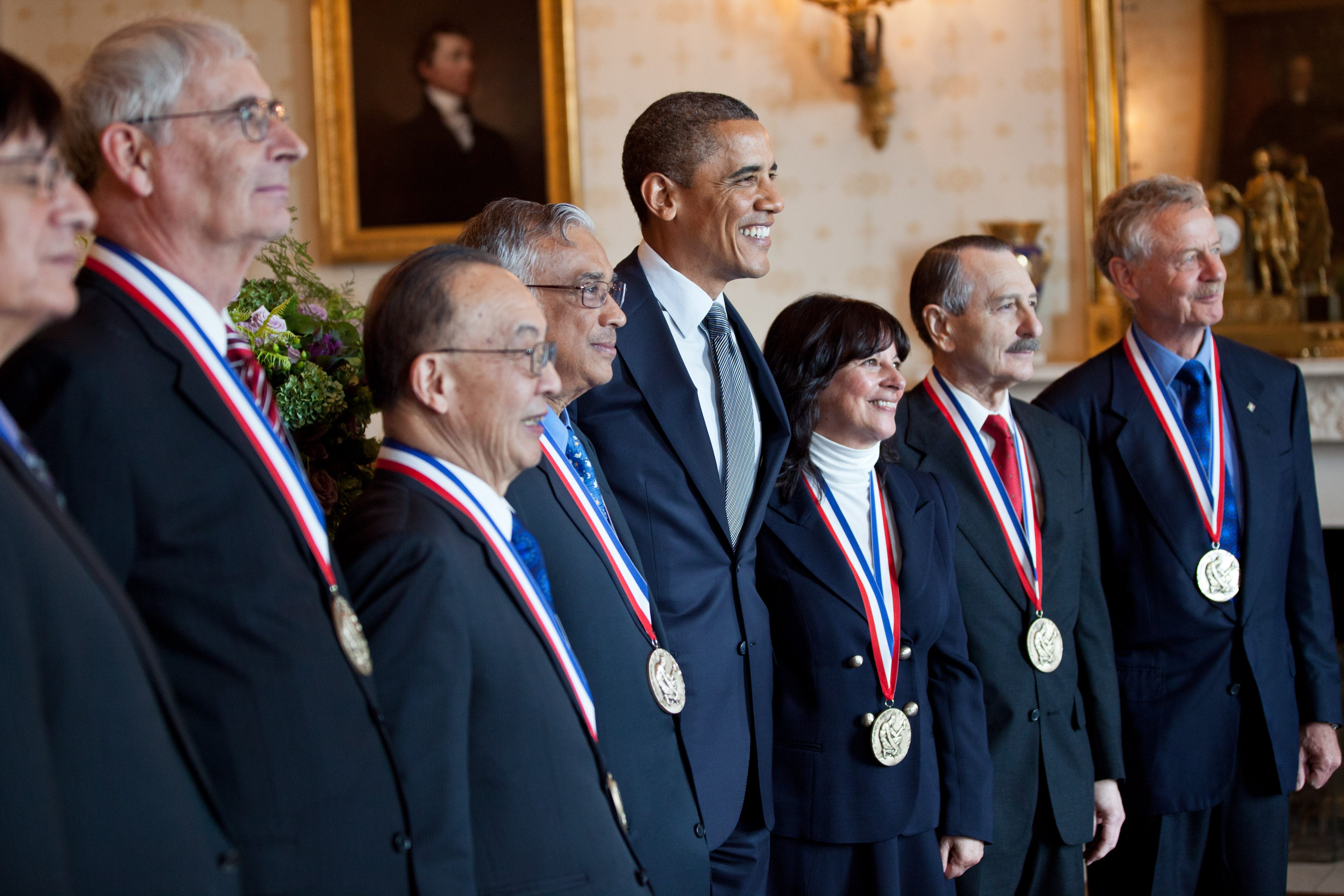
مع الرئيس أوباما والفائزين

رودولف يانش (بالألمانية: Rudolf Jaenisch)‏ (ولد 22 أبريل 1942) عالم أحياء ألماني في معهد ماساتشوستس للتقنية، وهو رائد في مجال الكائنات المعدلة وراثيا، فاز قلادة العلوم الوطنية الأمريكية، والتي تعتبر أعلى وسام أمريكي في العلوم.

## الجوائز والتكريمات
- في 2001، جائزة غروبر في علم الوراثة من مؤسسة غروبر[2]
- في 2003، انتخب عضوا في الأكاديمية الوطنية الأمريكية للعلوم [3]
- في 2006 ميدالية ماكس دلبروك[4]
- في 2007، جائزة فلتشك العلوم الحيوية الطبية[5]
- في 2009، جائزة إرنست شيرينغ[6]
- في 2010، قلادة العلوم الوطنية الأمريكية[7]
- في 2011، جائزة وولف في الطب[8]
- 2013 وسام بنجامين فرنكلن في علوم الحياة من معهد فرنكلن[9]
- 2014 وسام أوتو فاربرغ [10]

## روابط خارجية
- رودولف يانش على موقع الموسوعة البريطانية (الإنجليزية)
- رودولف يانش على موقع مونزينجر (الألمانية)